# De Erbschleicher

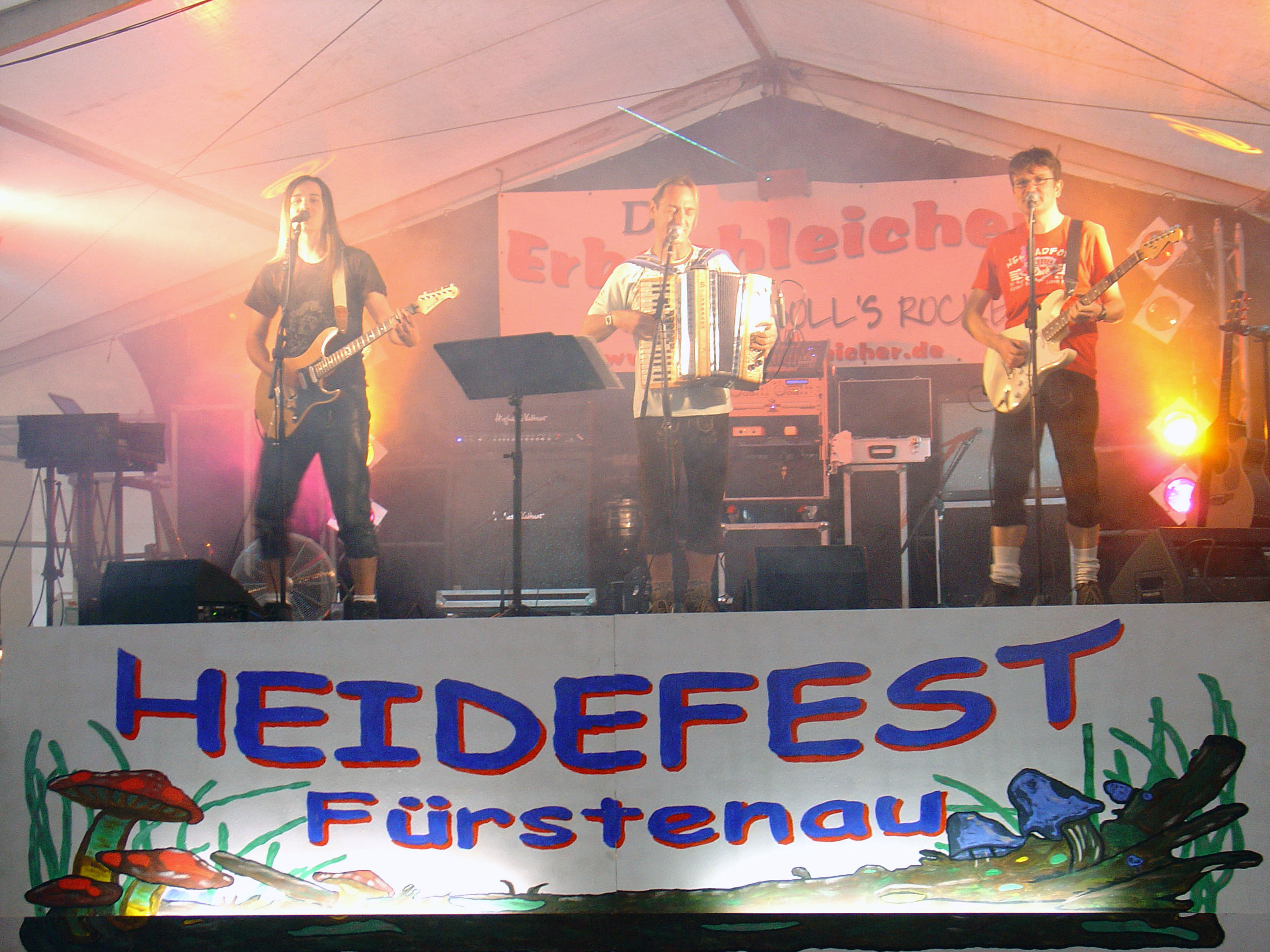
De Erbschleicher in Fürstenau

De Erbschleicher sind eine dreiköpfige Musikergruppe aus dem Erzgebirge. Ihr Musikstil ist geprägt durch eine Mischung aus Volks-, Stimmungs- und Rockmusik.
Neben diversen Fernsehauftritten im MDR traten sie unter anderem auch bei den Olympischen Spielen 2006 in Turin sowie bei den Olympischen Spielen 2010 in Vancouver jeweils im „Sächsischen Haus“ auf.
Der Chemnitzer Verleger Robin Hermann ist Gitarrist der Gruppe.

## Diskografie
Alben
- 2004: Mach De Schuh Zu (Saxonia Music)
- 2005: Schmeiss De Baa In De Höh (Saxonia Music)
- 2009: Heit Soll's Rocken! (Eigenproduktion)
- 2009: Weihnachten in der Hutzenstub (Eigenproduktion)
- 2022: Made in Arzgebirg (Eigenproduktion)

Singles
- 2006: Olympia-Song (Eigenproduktion)